# Coprinus semilanatus
Coprinus semilanatus är en svampart som beskrevs av Peck 1871. Coprinus semilanatus ingår i släktet Coprinus och familjen Agaricaceae.   Inga underarter finns listade i Catalogue of Life.